# Shiant-eilanden
De Shiant-eilanden (Engels: Shiant Islands; Schots-Gaelisch: Na h-Eileanan Mòra of Na h-Eileanan Seuntaⓘ) zijn een onbewoonde eilandengroep die behoort tot de Buiten-Hebriden in Schotland.

## Geografie
De Shiants liggen ongeveer 8 kilometer ten zuidoosten van het eiland Lewis in The Minch, dat de Buiten-Hebriden scheidt van het Schotse vasteland. Ze bestaan uit drie grote eilanden en talrijke skerries, die zich van oost naar west uitstrekken over een lengte van ruim 5 kilometer. Met een oppervlakte van 1.43 km² is Garbh Eilean het grootste. De verbinding in het zuiden met Eilean an Taighe wordt alleen bij vloed overspoeld. Ten oosten van dit dubbeleiland ligt Eilean Mhuire.
De eilanden staan bekend om hun hoge kustkliffen van doleriet. Het hoogste punt is Mullach Buidhe op Garbh Eilean (160 m boven de zeespiegel).

## Geschiedenis
De eilanden hebben een geschiedenis van menselijke bewoning die teruggaat tot de neolithische periode. Er is een vervloekingssteen gevonden die gedateerd wordt rond het jaar 800. Tussen de 12e en de 19e eeuw deelden de MacLeods en de MacKenzies het bezit van de Shiants. Aan het begin van de 19e eeuw waren er acht inwoners. Sindsdien is de permanente bewoning compleet verdwenen en zijn de eilanden in privébezit. De Schotse schrijver Compton Mackenzie werd in 1925 eigenaar. Hij verkocht ze in 1937 aan de Britse schrijver, uitgever en politicus Nigel Nicolson. Onder zijn erfgenamen is Adam Nicolson, die het elegische boek Sea Room schreef over de Shiants. 

## Fauna
De Shiant-eilanden herbergen grote kolonies zeevogels, waaronder papegaaiduikers, zeekoeten, drieteenmeeuwen en alken. De archipel biedt ook een van de weinige Schotse habitats voor de zwarte rat, die zich voedt met zeevogels. 